# Ortensio Scammacca
Ortensio Scammacca (Lentini, 1562 – Palermo, 1648) è stato un drammaturgo italiano.
Drammaturgo e poeta tragico (i contemporanei lo definirono "Il Divino Poeta di Sicilia"), Scammacca si trasferì molto giovane dalla natìa Lentini verso il capoluogo, Palermo, per seguire le lezioni al Convento dei Gesuiti dove di lì a poco avrebbe tenuto i corsi di Teologia e Filosofia, oltre che di Lingue e Scritture Sacre.

## Le tragedie
Delle sue tragedie ne rimangono 45, che si possono classificare in 3 gruppi: 
- 11 tragedie morali chiaramente ispirate a Sofocle e a Euripide. I caratteri dei personaggi sono uguali a quelli originali, Scammacca li ha solamente chiamati con un nome diverso dall'originale e ha cambiato i finali delle storie facendo in modo da renderli maggiormente alla regola cristiana.
- 8 tragedie parafrasate da Sofocle e Euripide. Lo scopo di questo secondo gruppo di tragedie è identico al primo.
- 26 rappresentazioni e tragedie sacre. Gli argomenti trattati sono sempre gli stessi, ma i suoi scritti non hanno più l'ingenuità di sentimenti che è invece molto presente nelle sacre rappresentazioni del 400.

Delle altre 7 tragedie andate perdute conosciamo solamente i titoli. Gli scritti di Scammacca hanno soltanto il fine di infondere nella massa i principi religiosi e morali cristiani.

## Stile
Nelle sue opere si possono trovare con una certa frequenza brani di grande efficacia descrittiva e potenza drammatica, per questo motivo piacque molto ai suoi contemporanei, e perciò ebbe molto successo.

## Edizioni moderne
- Tommaso in Conturbia. Tragedia sacra, a cura di Domenica Donzelli, Catania, Società di Storia Patria per la Sicilia Orientale, 1976
- La Rosalia. Tragedia sacra [1632], introduzione, edizione e commento di Davide Bellini, postfazione di Michela Sacco Messineo, Pisa, ETS, 2013
- Il Crisanto. Tragedia morale, a cura di Ignazio Castiglia, Pisa, ETS, 2013